# رومان يجوف
رومان يجوف (الروسية: Ежов Роман Владимирович) هو لاعب كرة قدم روسي في مركز الوسط، ولد في 2 سبتمبر 1997 في نيجنكامسك في روسيا. لعب مع FC Chertanovo Moscow ‏.

## وصلات خارجية
- رومان يجوف على موقع قاعدة بيانات كرة القدم.إي يو (الإنجليزية)
- رومان يجوف على موقع Soccerway.com (الإنجليزية)
- رومان يجوف على موقع عالم كرة القدم.نت (الإنجليزية)